# Netnummer

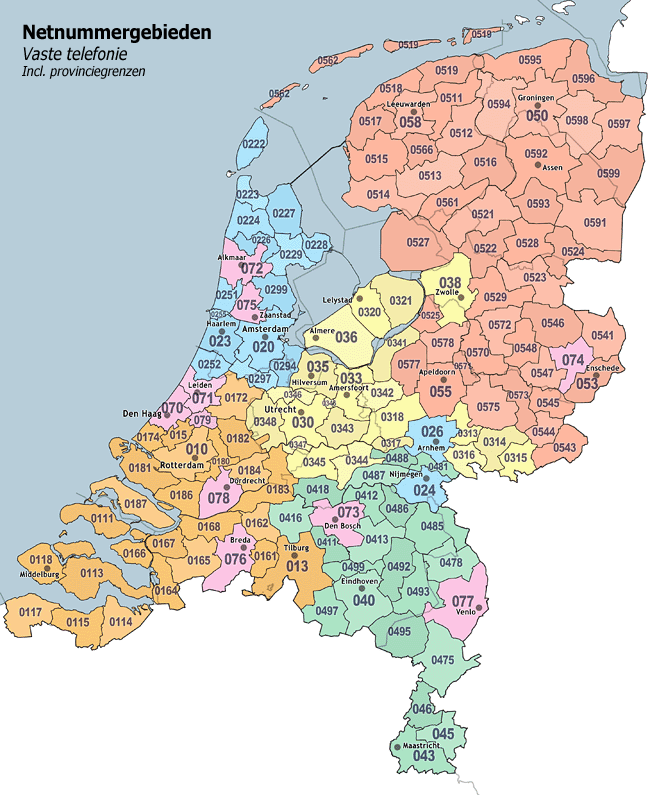
Indeling van netnummergebieden in Europees Nederland

Een netnummer (Nederland) of zonenummer (België) maakt deel uit van een nationaal telefoonnummer. Vroeger sprak men in Nederland van kengetal, wat in de volksmond nog steeds wordt gehoord.
Netnummers zijn ingevoerd toen automatisch interlokaal telefoneren mogelijk werd.
Tot die tijd was de tussenkomst van een telefoniste nodig en kon men volstaan met het noemen van de plaatsnaam.

## Indeling
Een netnummer bestaat meestal uit twee delen:
- Het interlokaal toegangsnummer, meestal 0
- Het specifiek netnummer

Deze delen worden samen aangeduid als netnummer.
Bij een internationaal telefoonnummer wordt alleen het specifiek netnummer gekozen, wat in publicaties vaak wordt aangeduid als: netnummer zonder eerste nul.

## Lengte
In sommige landen zijn alle netnummers even lang.
In andere landen verschilt de lengte en hebben de grotere steden een korter netnummer.
Zijn er netnummers van verschillende lengte, dan is het soms mogelijk dat de begincijfers van een netnummer ook een netnummer vormen.
In Nederland zijn ook netnummers van verschillende lengte, maar het komt niet voor dat de begincijfers van een netnummer ook een netnummer vormen.

### België
In België komt deze situatie voor bij:
- 04:  Luik
  - 046, 047, 048, 049:  Mobiele telefoon
- 080:  Stavelot
  - 0800:  Gratis nummers
- 09:  Gent
  - 090:  Diverse dienstnummers

### Verenigd Koninkrijk
In het Verenigd Koninkrijk - en wellicht veel andere landen - gold tot in de jaren 70 dat een netnummer, STD-code, korter was bij gesprekken binnen dezelfde sector. In het voorbeeld hieronder zijn Lavington en Wedhampton dorpen binnen de sector Devizes:
- Van een andere sector naar Devizes 0380
- Van een andere sector naar Lavington 038081
- Van Devizes naar Lavington 81
- Van Wedhampton naar Lavington 981
- Van Lavington naar Devizes 9

Koos men het langere netnummer voor een gesprek binnen dezelfde sector, dan betaalde men te veel.
In telefoongidsen stonden geen netnummers (behalve bij de grootste steden) maar namen, bijvoorbeeld "Lavington 123". In de Dialling instructions, een boekje, dat voor elke sector apart verstrekt werd, kon men de netcode opzoeken, en daarmee werd Lavington 123 vertaald in 81-123 of 981-123 of 038081-123.

## Nederland

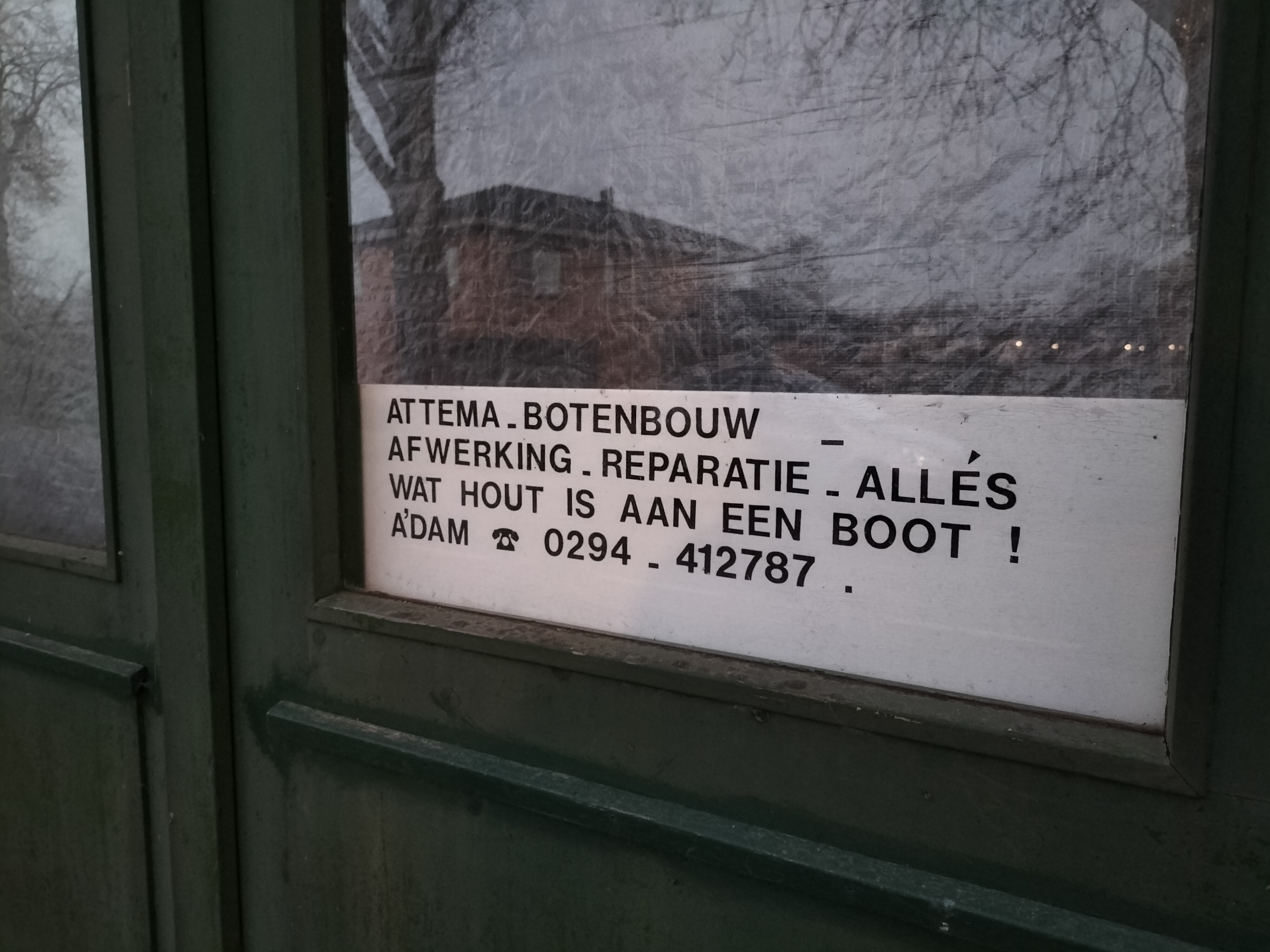
Een telefoonnummer in Driemond, benoemd als "A'dam" (Amsterdam), met het netnummer 0294 van Weesp. Amsterdam wordt meestal geassocieerd met netnummer 020.

In Europees Nederland bestaat het netnummer sedert 1995 uit een reeks van drie of vier cijfers, beginnend met een 0, die men moet kiezen als men binnen het eigen land van het eigen netnummergebied naar een ander gebied wil bellen. Het netnummer plus het abonneenummer vormen een (nationaal) telefoonnummer. Netnummers van 3 cijfers zijn vooral in gebruik in netten met veel aansluitingen, zodat de abonneenummers 1 cijfer langer zijn. Bij het gebruik van een mobiele telefoon moet altijd een netnummer gebruikt worden.
Naast netnummers voor regio's zijn er ook netnummers voor de mobiele telefoon, service- en betaalnummers en gemeentes.
De laatste grote wijziging van de Nederlandse netnummers vond plaats in 1995, tijdens de zogenoemde Operatie Decibel.
Caribisch Nederland wordt samen met Curaçao voor de telefonie nog steeds gerekend tot landnummer 599. Officieel bestaan er in Caribisch Nederland geen netnummers, maar in de praktijk beginnen alle telefoonnummers voor hetzelfde eiland altijd met hetzelfde cijfer, wat dus als netnummer gezien zou kunnen worden. Deze cijfers zijn:
- 7 Bonaire
- 3 Sint-Eustatius
- 4 Saba
- 9 Curaçao

Via internettelefonie in Caraïbisch Nederland is het ook mogelijk om bij een telefoonnummer landcode 31 te gebruiken, en dit gebeurt ook. Gebruik van een regulier, regiogebonden netnummer is dan niet toegestaan, men dient gebruik te maken van netnummers 083, 084 of 088. Op het internet zijn verschillende diensten die dergelijke nummers gratis aanbieden.
Een gebied met hetzelfde netnummer heet in Nederland een telefoonnet of kortweg net. Bij kleinere plaatsen was dit tot 1995 ook het gebied dat met dezelfde telefooncentrale verbonden was; een aantal grotere plaatsen had meerdere centrales. Sinds de samenvoeging van de telefoonnetten in 1995 heeft nagenoeg elk telefoonnet meerdere centrales. Men spreekt nu van netnummergebied.

## België
In België bestaat het zonenummer voor de vaste lijnen, uit een 0 plus één of twee cijfers. De meeste zones hebben drie cijfers, de dichtstbevolkte zones hebben er twee. Zo is Brussel 02. De mobiele nummers hebben een zonenummer van een 0 plus 3 cijfers en beginnen steeds met 04, net zoals het zonenummer van Luik. Het derde getal (dus na de 04) duidt aan welke operator het nummer initieel heeft toegekend. 046 staat voor Telenet, 047 voor Proximus, 048 voor Base en 049 voor Orange. Doordat het nummer kan worden behouden als men van operator verandert, kan aan de hand van het zonenummer uiteindelijk enkel worden afgeleid bij welke operator het eerste contract werd aangegaan.
Het zonenummer voor vaste of mobiele lijnen moet steeds worden gekozen, ook als men binnen de zone belt.

## Polen
De zonenummers van de vijf grootste steden in Polen:
- 12 Krakau
- 22 Warschau
- 42 Lodz
- 61 Poznan
- 71 Wroclaw

## Historie in Europees Nederland

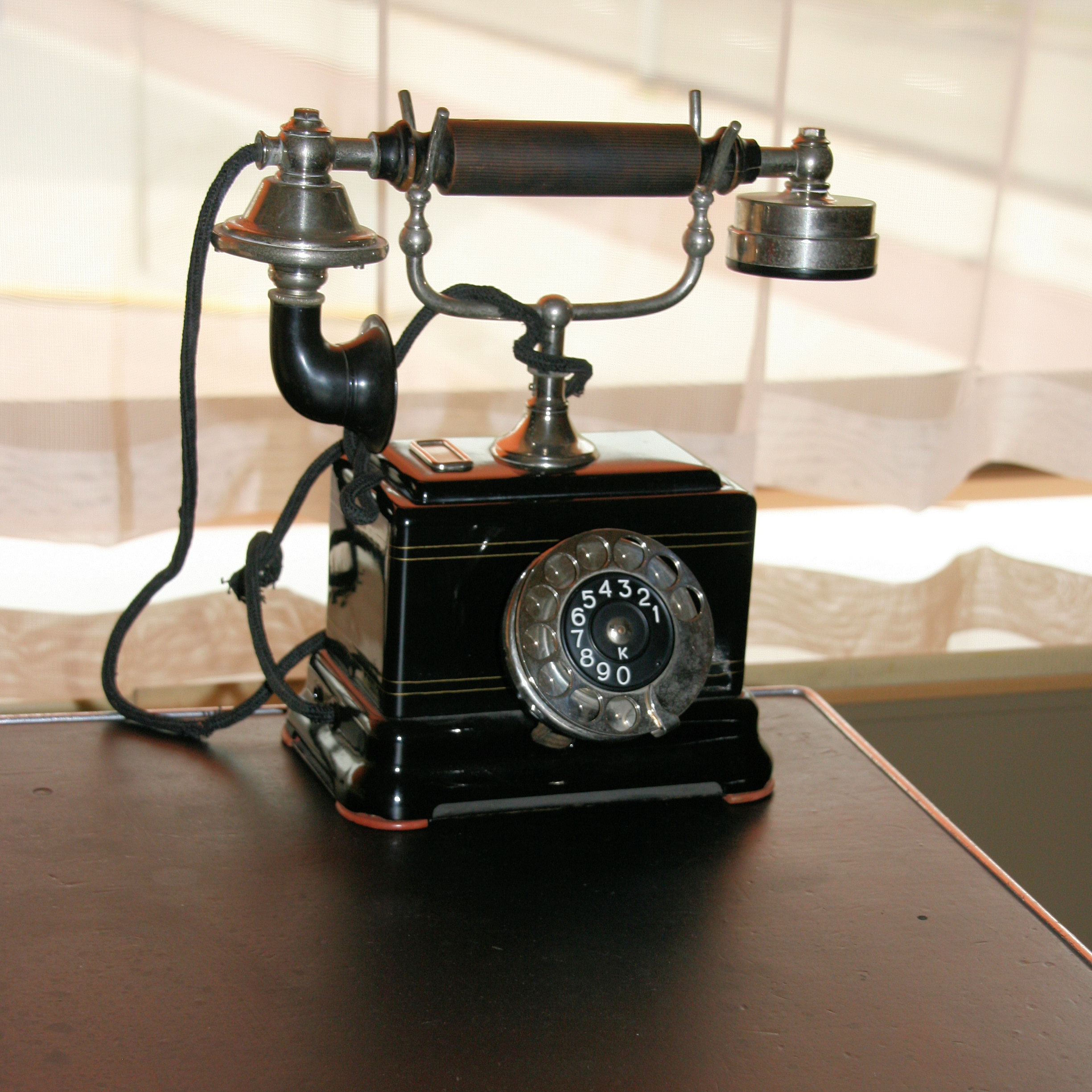
Letter K staat bij de 0

Aanvankelijk was alleen de eigen omgeving automatisch bereikbaar. Een netnummer had vier cijfers, te beginnen een K (dat is een nul) en een cijfer voor het district. Vanaf de jaren 30 werd landelijke bereikbaarheid ingevoerd en had een netnummer vijf cijfers, namelijk met twee cijfers voor het district. Daarna kwamen een cijfer voor de sector (knooppuntcentrale) en een cijfer voor het net (eindcentrale).
De beide districtscijfers zijn nooit nul.
Het tweede cijfer gaf de regio aan. De regio-indeling was ongeveer deze:
- 01 Zuid-Holland, Zeeland, Westelijk Noord-Brabant
- 02 Noord-Holland
- 03 Utrecht
- 04 Oostelijk Noord-Brabant, Limburg
- 05 Gelderland, Overijssel, Drenthe, Groningen, Friesland
- 06 Zuidwestelijk Overijssel (aanvankelijk)
- 08 Betuwe

Telefoondistricten rond 1952

De laatste twee cijfers waren in de regel een 0 voor de plaats met de districtscentrale of knooppunt- of sectorcentrale.
Bijvoorbeeld:
- 01600 (eindigt op 00) plaats waar de districtscentrale stond, waarschijnlijk een grote plaats.
- 01607 (vierde cijfer is een 0) dorp in de buurt van plaats waar de districtscentrale stond.
- 01620 (vijfde cijfer is een 0) plaats waar het knooppunt of sectorcentrale stond, waarschijnlijk een middelgrote plaats.

### Verkorte netnummers
Vanaf ongeveer 1952 werden er verkorte netnummers ingevoerd. Een verkort netnummer had drie cijfers en eindigde op aanvankelijk op 0:
- 010 Rotterdam (was 01800)
- 020 Amsterdam (was 02900)
- 030 Utrecht (was 03400)
- 040 Eindhoven (was 04900)
- 050 Groningen (was 05900)
- 080 Nijmegen (was 08800)

Al spoedig was dat niet voldoende. Toen Den Haag (01700) een verkort nummer nodig had, was er een probleem, want Den Haag ligt in regio 01 en 010 was reeds vergeven. De meeste hierboven genoemde nummers, zoals 050, waren op dat moment vrij, maar konden om technische redenen alleen in een andere regio worden gebruikt. De oplossing was een nieuwe regio te maken, regio 07. Het enige nummer in die regio was voorlopig 070 en werd aan Den Haag toegewezen.
Op het moment dat meer netten een verkort nummer aanvroegen, werd besloten de eis te laten vervallen dat een verkort netnummer op 0 moest eindigen. Wel bleef de eis bestaan dat een verkort nummer niet gelijk mocht zijn aan een bestaande districtscode. Het eerste net met een verkort nummer dat niet op nul eindigde was Haarlem, dat in 1967 nummer 023 kreeg.
Het gebeurde vaker dat er verkorte nummers nodig waren terwijl er in de regio geen nummers meer beschikbaar waren. Nu kon regio 07 verder gevuld worden. De nummers uit die regio waren over het hele land verspreid, zoals Leiden, Alkmaar, 's-Hertogenbosch, Breda, Venlo en Dordrecht.
Begin jaren 1980 leek er een nieuw probleem te ontstaan. Er was een verkort netnummer nodig voor Zwolle, maar de regio 05 was vol en regio 07 ook. Het was inmiddels echter technisch mogelijk geworden een nummer in een andere regio toe te kennen en Zwolle kreeg het nummer 038.

### Hernummeringen
Van eind jaren 1980 tot 1995 zijn een aantal hernummeringen doorgevoerd om de netnummers en speciale nummers aan te passen aan internationale standaarden, en om meer abonneenummers en later ook mobiele nummers vrij te maken.
- Tussen ongeveer 1987 en 1991 zijn alle speciale nummers die met 00 begonnen vervangen door nummers in de 06-reeks (06-0xxx en 06-4xxx voor gratis nummers, 06-3xxx en 06-8xxx voor betaalde nummers). Hiermee kwam 00 vrij.
- Begin 1994 werd het internationaal toegangsnummer veranderd van 09 in 00 (internationale standaard). Hiermee kwam 09 vrij. Ook verviel de tweede kiestoon tussen net- en abonneenummer; dit kon omdat inmiddels alle centrales gedigitaliseerd waren.
- In 1995 vond Operatie Decibel plaats, waarbij de meeste netnummers korter werden en de abonneenummers langer. Hierdoor kwamen er meer abonneenummers vrij. De netnummers in regio 08 (Betuwe) werden hernummerd, zodat ook deze reeks vrijkwam. Abonneenummers beginnend met 7, 8 en 9 werden in eerste instantie gereserveerd voor andere telefoonaanbieders dan KPN (behalve in Almelo waar nummers met 8 konden beginnen).
- Vanaf 1996 zijn alle gratis nummers en betaalnummers uit de 06-reeks verplaatst naar respectievelijk de 08- en 09-reeks (internationale standaard). In de 06-reeks kwam daardoor meer ruimte voor mobiele nummers. Een paar speciale toepassingen, onder andere semafoon, bleven ook in de 06-reeks.

Inmiddels is een netnummer niet meer gebonden aan een bepaalde regio. Het is bijvoorbeeld technisch mogelijk om een abonneenummer met een 020-kengetal te nemen in Groningen, maar dit is sedert 18 augustus 2000 niet meer toegestaan door de ACM.

### Speciale netnummers
Er waren ook netnummers die met 06 begonnen.
De netnummers die begonnen met 065 waren in gebruik voor de semafoondienst.
Het netnummer 06222 was voor intern gebruik door de PTT. Het bekendste nummer was hier 06222-333, waar men de ANP-nieuwsdienst kon beluisteren.

#### Servicenetnummer per district
Er was ook een speciaal netnummer in elk district. Dit nummer begon met de districtcijfers en eindigde op 01. Hierdoor was het mogelijk een servicenummer in een ander district te bellen.
Bijvoorbeeld: de storingsdienst had nummer 007. Belde men dit nummer dan kreeg men verbinding met de storingsdienst in het eigen district. Dit nummer stond in de telefoongids. Wilde men de storingsdienst in Groningen bereiken, dan kon dat met 05901-107. Dit nummer stond niet in de telefoongids, alleen ingewijden kenden het. Het nummer bestond uit:
- 059:  Districtcode van Groningen
- 01:  Servicenetnummer
- 1:  Alle nummers in het servicenet begonnen met 1
- 07:  Storingsdienst, de laatste twee cijfers van het openbaar bekende nummer 007

### Decibel
In 1995 werd besloten tot een vrijwel landelijke omnummering. Alle telefoonnummers in Nederland zouden tien cijfers krijgen en de netten in een sector zouden gecombineerd worden tot een enkel net, zodat de vijfcijferige netnummers vervielen. De naam van de actie was Operatie Decibel en als ingangsdatum werd 10 oktober gekozen (10-10 dus). De voorloper was Almelo waarvan het netnummer 05490 reeds een jaar eerder in 0546 veranderd werd. Daarbij werden er in Almelo abonneenummers toegekend die met een 8 begonnen, terwijl kort daarna werd besloten dat zulke abonneenummers voor andere aanbieders gereserveerd zouden blijven.